# 李英 (作曲家、指揮家)
李英（英語：LEE Ying，1955年7月20日—），臺灣作曲家及指揮家，1955年7月20日出生於臺北。

## 生平
李英的父親李天民及母親余國芳均從事舞蹈教育，受家庭環境影響，李英自幼接觸各類音樂、舞蹈，並有機會在專業錄音室學習音樂錄音及剪輯，因此開啟音樂之路。1973年，進入國立藝專國樂科五專部（現為國立臺灣藝術大學），主修低音提琴、二胡及大提琴。此時期亦開始創作，第一首作品《風雨同舟》就是此期產生。
藝專畢業後，李英於1980年進入臺北市立國樂團擔任倍革胡專任演奏員，在此時期也創作了《耀舞天山》及《春燈組曲》等兩首作品。1984年離開臺北市立國樂團，進入「大卷文化有限公司」擔任音樂組組長。1987年李英赴美國密蘇里州立大學(UMCK)音樂學院研究所求學，在學期間除向Prof. John Lane及Prof. Ken Mitchell學習低音提琴演奏，亦向Dr. Gerald Kemner、Dr. Merton Shatskin及Dr. James Mobberley學習現代作曲、管弦樂配器、電子音樂作曲、編曲、爵士樂及錄音工程。1989年取得低音提琴演奏碩士學位，並於美國繼續修習現代作曲、管弦樂配器、編曲課程。
1991年返國回臺，於臺北市立國樂團擔任副指揮一職，並兼任行政業務及作曲等相關事務。1993年成為國際現代音樂協會正式會員（作曲類），並陸續執教於中國文化大學、華岡藝術學校、國立臺灣藝術大學、國立臺灣戲曲學院及輔仁大學等音樂科系。1996年起擔任國家兩廳院音樂評議委員， 2002年起擔任「文建會」及「國藝會」音樂評議委員，2004年7月起兼代臺北市立國樂團指揮，2006年獲國立臺灣藝術大學傑出校友及擔任中國音樂學系第二任校友會會長，2008年起兼任北市國市民二團指揮，2011年12月於臺北市立國樂團退休，從事客席指揮、音樂評委、客席講座及樂團評委；2015年起擔任中華國樂團音樂總監及高雄市青少年國樂團指揮，2019年起擔任國立臺灣藝術大學中國音樂學系客席副教授。

## 獲獎經歷
李英的指揮風格簡鍊灑脫，音樂處理特別注重理性與感性之交融淬鍊。其指揮臺北市立國樂團所錄製之「絲竹傳奇」專輯（現代絲竹室內樂部分）獲2005年第16屆金曲獎「最佳演奏獎」，《梁祝》專輯則獲臺北市政府2006年最佳年度出版品。2009年及2010年，則分別於臺北市立國樂團「科幻北市國」及臺灣國樂團「音樂大不同~彈‧印象」擔任指揮，連續獲得台新藝術獎表演藝術類第八、九屆提名。
作曲作品部分，收錄於臺灣國樂團《傾聽臺灣土地的音樂風景》專輯中的《寂靜山徑》，為2018年第29屆傳藝金曲獎作曲類最佳創作獎。

## 作品
李英的創作包括大型民族管弦樂及現代絲竹室內樂二類，如後： 
大型民族管弦樂
- 《易之隨想》
- 《天鼓》
- 《寂靜山徑》

現代絲竹室內樂
- 《層疊》
- 《月下獨酌》
- 《小丑之舞》